# 龙头黄芩
龙头黄芩（学名：Scutellaria meehanioides）为唇形科黄芩属下的一个种。

## 扩展阅读
- 維基物種上的相關：龙头黄芩